# Creuament del Düna
El Creuament del Düna, també conegut com a batalla de Riga, ocorregué durant la Gran Guerra del Nord el 8 de juliol (C.J.), 9 de juliol (Calendari suec), 19 de juliol (C.G.) de 1701, prop de la ciutat de Riga, a l'actual Letònia. El rei suec Carles XII perseguia el rei August II el Fort de la Confederació de Polònia i Lituània i Elector de Saxònia. La travessia fou fàcil sueca, i les tropes de la coalició foren ràpidament derrotades i dispersades.

## Antecedents
Durant el primer any de la Gran Guerra del Nord, Carles XII infligí dues aclaparadores derrotes als seus enemics. El juliol de 1700, forçà a Frederic IV de Dinamarca a abandonar la coalició contra Suècia, després de l'exitós Desembarcament de Humlebæk. A continuació es mobilitzà per socórrer Narva que en aquells moments formava part de l'Imperi Suec. La seva arribada es produí a finals de novembre, aconseguí derrotar els russos de forma decisiva tot i la seva inferioritat numèrica a la batalla de Narva. Carles es dirigí amb el seu exèrcit per derrotar el seu darrer oponent, August el Fort. L'exèrcit combinat polonès i saxó, que sumava 19.000 homes, s'atrinxerà al llarg del Düna sota les ordres d'August, Adam Heinrich von Steinau, Otto Arnold von Paykull i Ferdinand Kettler.

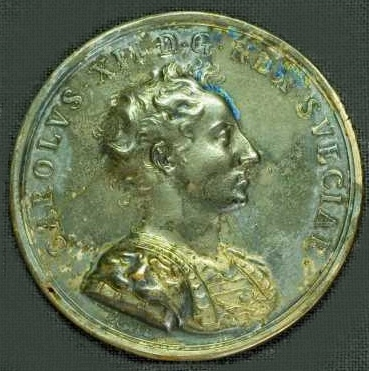
Medalla de Carles

L'abril del 1701 s'enviaren ordres al Governador general suec de la Livònia sueca, Erik Dahlbergh, per preparar la travessia abans de l'arriba de l'exèrcit de maniobra suec. Dahlbergh rebé l'ordre d'obtenir unes 200 embarcacions de diferents mides i de construir un pont per permetre a la cavalleria travessar el riu. L'operació s'havia de realitzar en el màxim dels secrets per evitar que les tropes de la coalició coneguessin el lloc on es creuaria el riu.
El 17 de juny els suecs iniciaren la marxa cap al sud per Walk i Wolmar, però a Wenden giraren envers Kokenhausen i enviaren un regiment de cavalleria per hostilitzar la fortalesa. Steinau envià una part important de les seves tropes a reforçar Kokenhausen. Canviant bruscament de direcció i a marxes forçades Carles i 19.000 dels seus homes arribaren a Riga el 17 de juliol, quan ja s'havien finalitzat els preparatius per l'atac. Això no obstant, el mal temps arruïnà els plans suecs d'atacar immediatament, i s'hagué de posposar l'assalt. Durant l'espera els suecs fingiren realitzar preparatius en diversos punts per dispersar les tropes aliades i debilitar-les, mentre la majoria de les tropes sueques es mantenien prop de Riga.
L'exèrcit aliat inicialment es trobava sota les ordres d'Otto Arnold von Paykull i Ferdinand Kettler, ambdós comandants estaven convençuts d'obtenir una victòria fàcil. Confiaven en la seva superioritat numèrica, les seves avantatjoses posicions, les seves defenses i el major coratge de les tropes saxones. Abans de la batalla Kettler afirmà: Inclús una força superior de 300.000 suecs no seria suficient per obtenir cap èxit en la travessia. No obstant això, els saxons es desplegaren a una certa distància de la platja per assegurar-se que només uns pocs regiments suecs poguessin desembarcar, i abans que tinguessin capacitat de reaccionar contraatacar i capturar el monarca suec. Els saxons pressuposaven que Carles XII, amb la seca audàcia habitual, desembarcaria amb la primera onada.

## El creuament del Düna

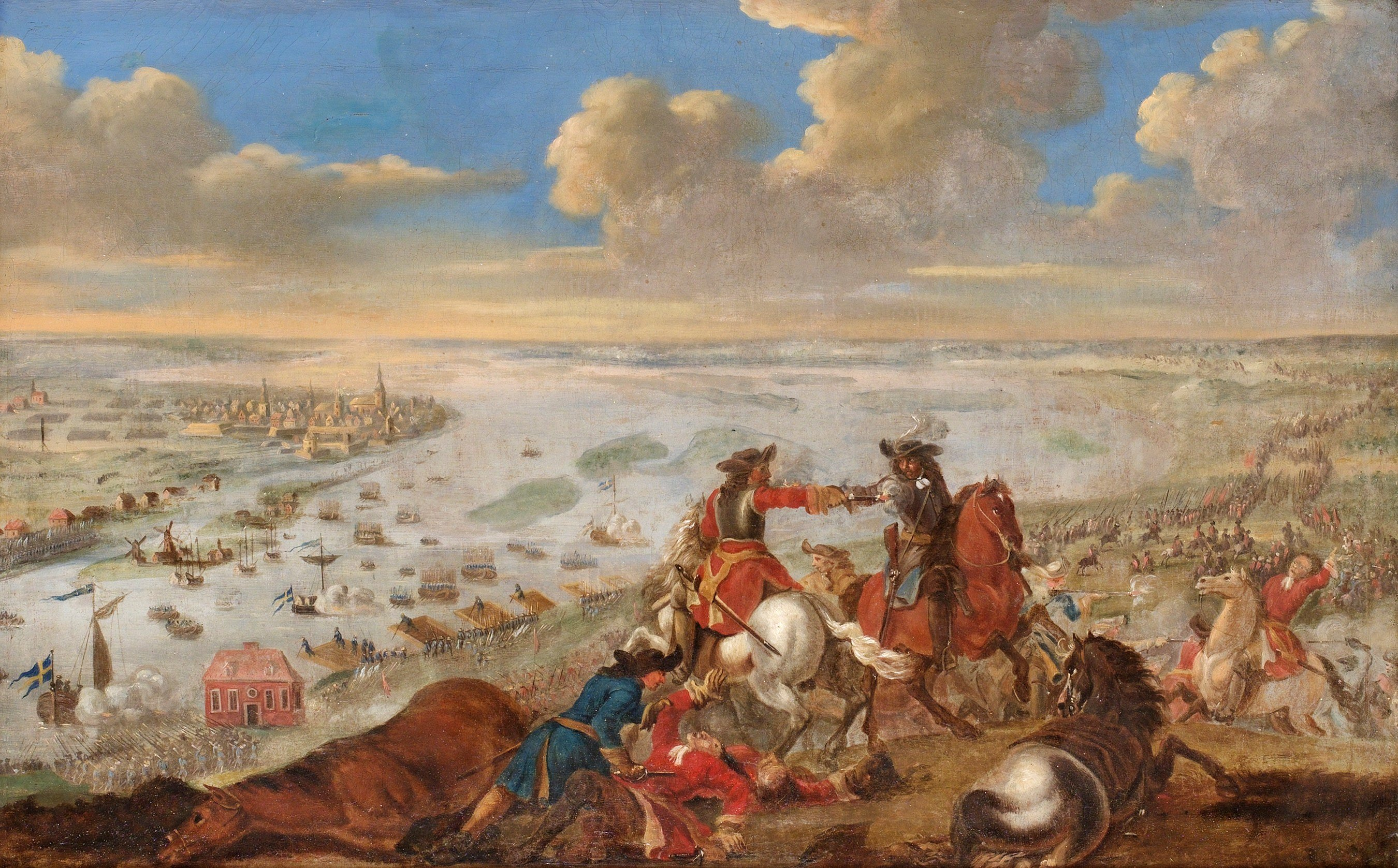
Carles XII creuant el Düna

Durant la nit del 19 de juliol, les forces sueques començaren a embarcar en silenci a les 195 naus de desembarcament. Uns 6.600 infants, 535 genets i algunes peces d'artilleria embarcaren en ordre de batalla formant la primera onada de desembarcament. El canons suecs de Riga bombardejaren contínuament les trinxeres de la coalició, a l'altra riba del riu, el dia anterior a l'atac i continuaren el foc durant tota la nit. Després d'embarcar, els suecs encengueren petits bots que deixaren anar riu avall per crear una cortina de fum per cobrir-los. A les quatre en punt del matí del dia 19 l'atac començà.
Els suecs llançaren un atac sorpresa contra les forces saxones acampades a l'altra riba de Düna als prats de Spilve, durant la travessia, foren descoberts i reberen foc enemic. Les quatre bateries flotants sueques contestaren el foc saxó, després de mitja hora els suecs desembarcaren i atacaren els reductes i les patrulles saxones– algunes fonts indiquen que els suecs combateren desorganitzats en les fases inicials de l'operació i que aquesta estigué a punt de fracassar, però que Carles XII saltà de la seva nau donant coratge als seus homes que aconseguiren repel·lir els aliats. Quan uns 3.000 suecs havien desembarcat, els saxons llençaren el seu primer contraatac a gran escala. No obstant això, les forces sueques, encapçalades pel rei en persona, no es retiraren i el contraatac fou rebutjat. En aquells moments els suecs havien aconseguit endinsar-se, almenys, 150 metres i consolidar el seu cap de platja. Després d'un breu impàs, els saxons formaren per llençar un segon contraatac sota les ordres del general Otto Arnold von Paykull, que volia destruir el cap de platja abans de l'arribada de més forces sueques. Aquest contraatac, com l'anterior, fou rebutjat, així com el tercer realitzat pel general Heinrich von Steinau, que retornà de Kokenhusen i assumí el comandament de les operacions.
A les set del matí, el comandant saxó Adam Heinrich von Steinau realitzà un consell de guerra amb els seus oficials i decidí retirar-se del camp de batalla. Els aliats llençaren un altre atac per cobrir la retirada de les seves forces. La travessia fou exitosa, això no obstant, la cavalleria sueca no pogué perseguir els enemics en retirada a causa del mal temps que impedí la seva travessia en un nombre suficient. r. Els suecs tingueren 100 morts i 400 ferits. Les forces aliades patiren 1.000-2.000 morts, 700 presoners i uns 1,500 ferits. 36 peces d'artilleria i 3 estendards foren capturats pels suecs.

## Conseqüències

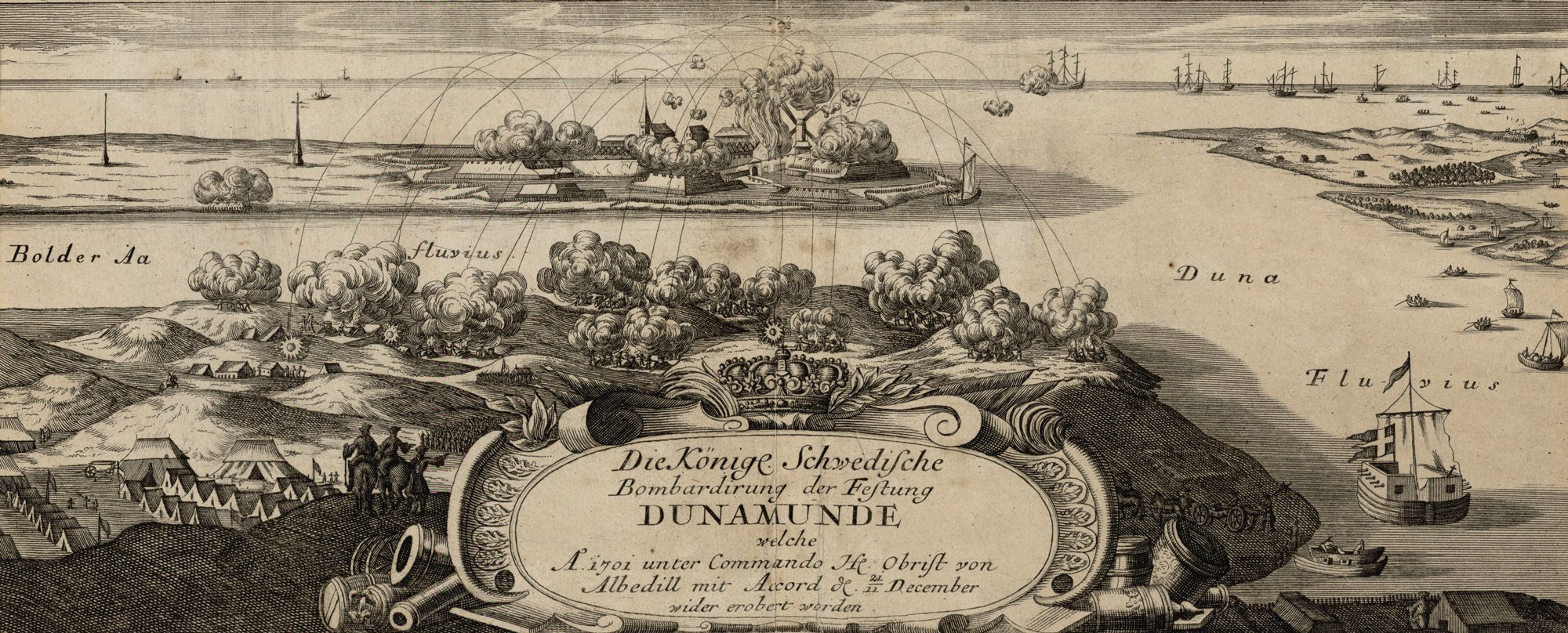
Bombardeig suec de, 1701

La batalla fou decisiva, Carles i el seu exèrcit es guanyaren el respecte d'Europa després de l'exitosa travessia. Els russos s'hagueren de retirar a les seves terres, només es mantingueren al camp de batalla durant els dos primers atacs aliats i tingueren un escàs paper a la batalla. L'exèrcit saxó es retirà al llarg de Prússia. Tota Curlàndia restà oberta a les tropes de Carles que assetjaren i prengueren Mitau, on capturaren 8.000 mosquets i 9.000 pistoles. Kokenhusen fou ocupada més tard per Carles així com Dünamunde.
Per preparar el seu atac contra Riga, Carles XII ordenà la construcció del primer pont sobre el Daugava, que fou fet ancorant i lligant entre si diversos vaixells. Després de la victòria sueca, la ciutat es quedà l'estructura. El 1705, el pont, que fou guardat durant l'hivern a la badia de Vējzaķsalas, fou greument danyat per les riuades primaverals. Posteriorment, el pont flotant fou reconstruït, però el 1710 fou destruït per l'exèrcit rus quan assetjava Riga.